# ناريسوان

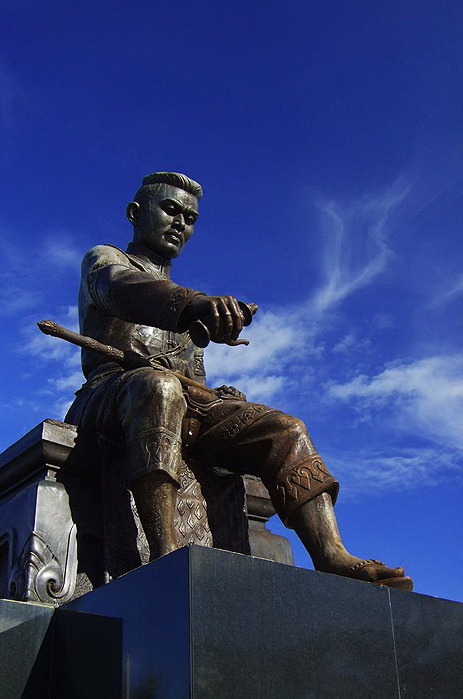
ناريسوان

كان سومديت فرا ناريسوان مهارات (Somdet Phra Naresuan Maharat) أو سومديت فرا سانفيت الثاني (Somdet Phra Sanphet II) (1555، 25 إبريل - 1605) ملك مملكة أيوتثايا (Ayutthaya kingdom) من عام 1590 حتى وفاته في عام 1605. كان ناريسوان واحدًا من أكثر ملوك سيام احترامًا وبسالهً حيث إنه كان معروفًا بحملاته من أجل تحرير سيام من الحكم البورمي. وأثناء فترة حكمه شُنت الكثير من الحروب ضد بورما، وبلغت سيام في عهده أعظم امتداد إقليمي وأصبحت ذات تأثير كبير.[بحاجة لمصدر]

## وصلات خارجية
- ناريسوان على موقع الموسوعة البريطانية (الإنجليزية)
- The Flight of Lao War Captives from Burma back to Laos in 1596:A Comparison of Historical Sources Jon Fernquest, Mae Fa Luang University, SOAS bulletin, Spring 2005

Reference sources are inadequate to corroborate any information given. Ref no.1 goes nowhere. Ref no.2 is in Thai. Ref no.3 is a newspaper article which in a nutshell says historians are still debating much of King Naresuan's life